# 弗朗西斯·斯科特·基大橋 (巴爾的摩)
弗朗西斯·斯科特·基大橋是一座位於美國马里兰州巴爾的摩的鋼拱形連續桁架橋，跨越帕塔普斯科河下游和巴爾的摩港/港口，承载马里兰州695號州际公路。主跨度達1,200英尺（366公尺），是世界上連續桁架橋樑中第三長跨度的橋樑，也是巴爾的摩都會區第二長的橋樑，仅次于切萨皮克湾大桥。而此橋在2024年3月26日遭到達利號撞擊後，目前已經倒塌。

## 概要
該橋於1977年3月23日啟用，並以美國國歌《星條旗》的作者、業餘詩人弗朗西斯·斯科特·基的名字命名。該橋是巴爾的摩港三条收费公路（包括兩條隧道和一座橋樑）中最外側的一座。完工後，橋樑結構及其引道成為695號州際公路（「巴爾的摩環城公路」）的最後一環，儘管有I-695號公路標誌，這座橋仍被正式視為州公路系統的一部分，並指定為马里兰州695號公路。該橋長8,636英尺（2,632公尺），每年估計可輸送1,150萬輛汽車。同時也是一條指定危險物質卡車路線，因巴爾的摩港和麥克亨利堡隧道間的路段禁止危險物品運輸。
基橋是由马里兰州交通管理局（MDTA）營運的收費設施。截至2013年7月1日，汽車通行費為4.00美元。該橋現為E-ZPass系統的一部分，在其收費廣場的北行和南行方向均設有兩條專用E-ZPass車道。2019年4月，MDTA宣布該橋將於2019年10月成為無現金收費設施。沒有E-ZPass的客戶將使用視訊收費方式付款。橋於2019年10月30日開始實施無現金收費。

## 倒塌
2024年3月26日，北美东部时区上午1時27分，注册于新加坡的貨櫃船達利號與其中一根橋墩相撞，導致整個桁架橋倒塌，並造成六名施工人員死亡。

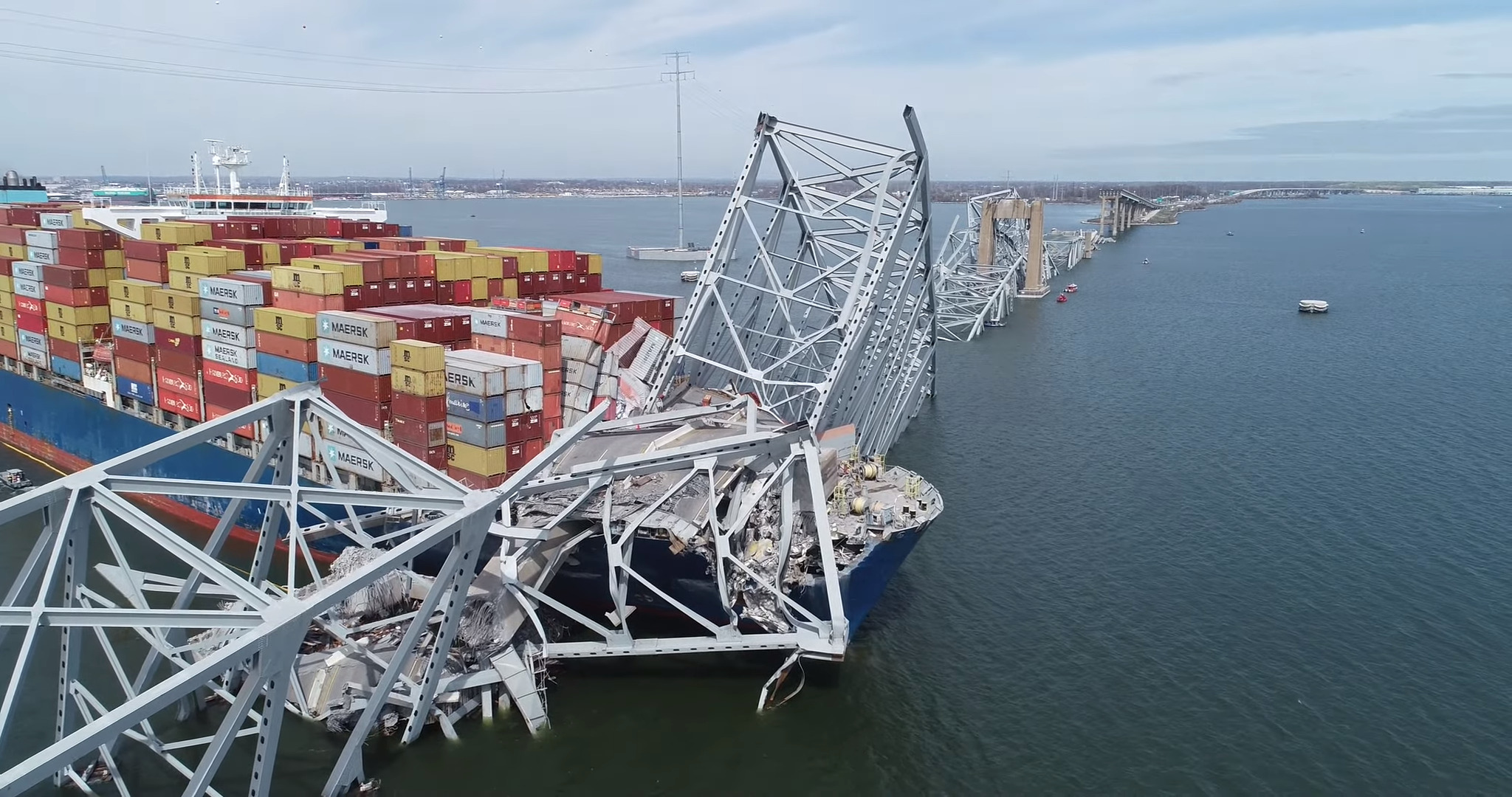
倒塌後的法蘭西斯·史考特·基大橋

## 來源
1. ↑  Structurae数据库中Francis Scott Key Bridge的数据
2. ↑  Durkee, Jackson, World's Longest Bridge Spans （页面存档备份，存于）, National Steel Bridge Alliance, May 24, 1999.
3. ↑  Maryland State Highway Administration.  (PDF). 2007  [2009-04-15]. []
4. ↑  Maryland State Highway Administration.  (PDF). 2005  [2009-04-15]. （原始内容 (PDF)存档于2009-03-20）.
5. ↑  Fulginiti, Jenny. . WBAL. 2019-04-12  [2024-03-26]. （原始内容存档于2019-04-12） （英语）.
6. ↑  . www.cbsnews.com. 2019-09-26  [2024-03-26]. （原始内容存档于2024-03-26） （美国英语）.
7. ↑  . 澎湃新闻-专注时政与思想-ThePaper.cn. 2024-03-27  [2024-03-27]. （原始内容存档于2024-03-27） （中文）.
8. ↑  . WTOP News. 2024-03-26  [2024-03-26]. （原始内容存档于2024-03-26） （英语）.
9. ↑  . AP News. 2024-03-26  [2024-03-26]. （原始内容存档于2024-03-26） （英语）.
10. ↑  Alonso, Melissa; Wolfe, Elizabeth; Mascarenhas, Lauren. . CNN. 2024-03-26  [2024-03-26]. （原始内容存档于2024-03-27）.

## 外部連結
- 维基共享资源上的相關多媒體資源：弗朗西斯·斯科特·基大橋
- Maryland Transportation Authority, Francis Scott Key Bridge website （页面存档备份，存于）
- Steve Anderson's DCroads.net: Francis Scott Key Bridge (I-695) （页面存档备份，存于）